# خوجلى أبو الجاز
الشيخ خوجلي أبو الجاز أو أزرق توتي شيخ وعالم وعلم من أعلام المدارس الإسلامية في السودان. ولد بجزيرة توتي في السودان سنة 1065 هـ الموافق 1654 م فهو خوجلي بن عبد الرحمن وأمه ضوه بنت خوجلي وهي محسية مشيرفية ومشيرف هو جد المحس وينتهي إلى أبي بن كعب الخزرجي. تنسب مدينة الخوجلاب في السودان إليه وكذلك حلة خوجلي في مدينة الخرطوم بحري حيث يوجد مسجده وخلوته.

## نسبه
هو خوجلي بن عبد الرحمن بن إبراهيم بن محمد بن حسب النبي بن فضل الله بن كرم الله بن شكر بن سمرة بن عصفور بن سليمان بن محمد كبان بن عجم بن زايد بن محمد محسن بن الملك سعد بن الملك جامع بن الملك حسن بن الملك أحمد بن الملك عامر بن عبد الكريم بن عبد الله بن يعقوب بن جابر بن سعد بن موسى بن أويس بن جامع (شكر) بن سالم بن عبد الرحمن بن علي بن سليمان بن محمد بن زايد بن عمار بن حارثة بن عبادة بن أبي بن كعب الخزرجي الأنصاري .

## سيرته
والده عبد الرحمن ولد بدبة عنتار (الخليلة الآن) وسمته أمه على الشيخ عبد الرحمن بن مشيخ النويري لأنه خالها.
وجد الشيخ خوجلي هو إبراهيم من تلامذة أولاد جابر وقد درس على يد الشيخ محمد بن الشيخ إبراهيم البولاد وأولاد جابر أخوة أربعة هم إبراهيم، عبد الرحمن، إسماعيل، وعبد الرحيم. وأشهرهم إبراهيم الملقب بالبولاد لتضلعه في الفقه. وأختهم فاطنة بنت جابر كانت تضارعهم في العلم والمعرفة وعلى يدها تخرج كثير من علماء الشايقية ونسائها العالمات، وانجبت الشيخ صغيرون شيخ الشيخ خوجلي في العقائد والتصوف.
كان ميلاد الشيخ خوجلي بعد عشر سنوات من ميلاد الشيخ حمد ود أم مريوم وبعد ست سنوات من وفاة الشيخ إدريس ود الأرباب. وقد أدرك الشيخ حمد 5 سنوات من حياة الشيخ إدريس.
والشيخ إدريس خال ضوة والدة الشيخ خوجلي وحمد أمه هي مريم بنت موسى ودكشيب الجعلي المسلمابي العرمانابي وعائشة بنت ود قدال الفقيهة المشهورة وأستاذة الشيخ خوجلي خالتها. إذن فالشيخ خوجلي من جهة أمه محسي ينسب إلى كعب الخزرجى ومن جهة أبيه محسي كباني.
ودرس القرآن على يد عائشة بنت ود قدال وعلم التصوف على يد أرباب العقائد وتفقه في مختصر خليل على يد الشيخ الزين ولد صغيرون وهو ممن جمع بين التصوف والفقه، والشيخ خوجلي حج إلى بيت الله الحرام ومكث فيه تسع سنوات وسلك طريق القوم على يد الشيخ التنبكتاوي القاطن بالحرم المدني.

## صفاته
كان الشيخ خوجلي مربوع القامة مائلاً إلى القصر، أسمر اللون حتى صار على ألسنة الناس (أزرق توتي)، وفي انفه كبر، كثيف اللحية، وكان مهاباً كريما.

## كراماته
تميز الشيخ خوجلي بكرامات عديدة ذكرت في كتاب الطبقات وتناقلها ابنائه أباً عن جد بصورة مستمرة ((هذا الباب يحتاج لإثراء من أحفاد الشيخ خوجلي))
ونذكر هنا بعض الكرامات التي ذكرت بكتاب الطبقات لود ضيف الله.
نعلم أن الأمة من كل ناحية اقتدت به واتخذته إماما وانتفعوا بطريقته ومشورته والاستعانة به عند الأمور 
والمهمات فمن ذلك أن سواقي المحس في توتي بعد العيش ما صار إلى صدر الإنسان ظهرت جزيرة الرمل 
حالت بين الماء والسواقي فجاءه المحس ووضعوا عنده الطواري والقداديم والفؤس وقالوا له لا يسعنا المقام 
في هذه البلد أي (الجزيرة خرطوم توتي) بعد فساد زرعنا من عدم الماء فقام معهم وركب على حمار ووضع عصاه 
في البحر وقال بسم الله الرحمن الرحيم وقرأ حزب البحر فبوقته هاج البحر وذهبت 
تلك الجزيرة وملاْ البحر أقانين السواقي وثبت الناس في مكانهم ببركته فصارت هذه الكرامة باقي إلى زماننا 
هذا سنة تسع عشر بعد المايتين والألف. 
وكان عصاه من حديد فما وضعت في موضع قل ماؤه الا ذهب الرمل وهاج فيه الماء فورا
_________________________________
ومن ذلك أنه جاءه رجل فقال يا سيدى أتيتك زائرا بعدلة ملح فغرقت في البحر فقال نحن محتاجون لها غاية 
الحاجة إذهب إلى المكان الذي غرقت فيه وابحث عنها فرجع الرجل إلى الموضع وغاص في البحر فوجد 
الملح على حاله والعدالة كما هي.
________________
ومن ذلك أن الفقيه عبد الدافع ومعه الفقراء جاؤوا عنده لصلاة الأربعين وهي صلاة مشهورة عنده يجتمع إليها 
الجماعة من عشرة في آخر شعبان إلى كمال رمضان فذهبوا يوما إلى خدمة زرع الشيخ وكان بينه وبينهم 
البحر فركبوا في البحر (النيل الأزرق) إلى الزرع بعد ما فرغوا من خدمتهم أقبل وقت صلاة الظهر فتوضؤا وطلبوا السفينة 
فلم يجدوها لأنها في البر الشرقي ولم يكن هناك أحد والشيخ قد احتاج إلى حضورهم للصلاة فصار مقبلا على 
جهتهم ينظر اليهم فجاء عصارأاخذا المركب وحولها إليهم غرب البحر فدخلوا فيها وخرجوا على الشيخ 
فوجودوه يريد أن يحرم لصلاة الظهر قال وهذه الكرامة مشهورة.
_________________
وقيل أن هناك امرأة اسمها فاطمة بنت عبيد 
مدحت الشيخ خوجلي أبو الجاز أزرق توتي بهذه الكلمات 
المسجعة فقالت 
يا قسم الله جيب البشارة _______من اللدوه المنبور للزيارة 
العقلوا له سلاطين الككارة _______________خت النور يمينك وأنا ليك يساره
ومنها قيل
أن السلطان بكر سلطان كنجارة حين بلغه أن الملك بادى سبه حلف ليدخلن سنار يقلع الشجرة ويسد البحر(يقصد النيل الأزرق) 
لتمشى الخيل عليه فلما تجهز وسار حتى بلغ طرف الدار وبقي على المغارة راْى الشيخ خوجلي وبيده عصا
وكزه بها في آخر أضلاعه فانتفخت وماتت يده فكان سبب موته لاْن سلطان الفونج استغاث به وقال له سلطان 
فور قادم إلينا ثم أن السلطان بكر كنجارة ساْل أولاد البحر وقال لهم جاءني رجل أزرق وعليه قميص أخضر 
فوكزني بعصا ووصفه لهم كما رآه فقالوا له هذا هو الشيخ خوجلي
________________________________
توفي رحمه الله ضحوة الأحد نهار ثمان عشر جمادى الثانية سنة خمس وخمسين بعد المئة والألف .

## رأي آخر في نسبه
يقال أن الشيخ خوجلي محسي الأم وبديري دهمشي من ناحية والده توفي والده وهو صغير فترعرع بين أهل أمه وفضلاً عنه عندما كبر صار ينسب نفسه إلى أهل أمه تفضلا وتشكرا لهم فهو من أصول بديرية عباسية وليس كما يقول البعض أنه محسي كباني ونسبه:
الشيخ خوجلي بن عبد الرحمن بن إبراهيم بن محمد صلاح بن فضل الله بن شكر بن سمرة بن عصفور بن سليمان محمد كبان بن بدير بن دهمش بن سمرة بن سرار بن كردم بن أبي الديس بن عبد الله حرقان بن مسروق بن أحمد بن إبراهيم جعل بن إدريس بن قيس بن يمن بن عدي بن قصاص بن كرب بن محمد هاطل بن أحمد ياطل بن ذي الكلاع بن سعد بن الفضل بن العباس بن محمد بن علي بن عبد الله بن العباس عم النبي صلى الله عليه وسلم.

## الاختلاف في نسب الشيخ خوجلي
الشيخ خوجلي أبو الجاز والذي سميت عليه حلة خوجلي في مدينة بحري.. رجل فرض لسيرته حضوراً في كتاب الأنساب والتاريخ في السودان.
ورغم أن الحقبة التي عاش فيها الرجل تفصلنا عنها عقود طويلة، إلا أن الرجل ترك ورائه أموراً تتعلق بنسبه، ,لا زالت تلك الأمور محطّاً للجدل والنقاش!!.
لقد أثار نسب الشيخ خوجلي أبو الجاز جدلاً بين المهتمين بالأنساب: هل الرجل بديري دهمشي عباسي، أم أنه مشيرفي محسي خزرجي؟!
العجيب في الأمر أن ذرية الشيخ خوجلي أبو الجاز، انقسموا بين الفريقين! فبعضهم يرى أن الرجل محسي، والبعض الآخر يرى أنه بديري جعلي!!!
وهنا سأحاول تلخيص أقوال الفريقين، عسى أن يكون ذلك مفتاحاً لحل هذه المعضلة
الفريق الأول:
يرون أنه محسي، وأن نسبه كما يلي:
هو الشيخ خوجلي، بن عبد الرحمن، بن إبراهيم، بن محمد، بن حسب النبي، بن فضل الله، بن كرم الله، بن شكر، بن سمرة، بن عصفور، بن سليمان، بن محمد كبان، بن عجم، بن زايد، بن محمد محسن، بن الملك سعد، بن الملك جامع، بن الملك حسن، بن الملك أحمد، بن الملك عامر، بن عبد الكريم، بن عبد الله، بن يعقوب، بن جابر، بن سعد، بن موسى، بن أويس، بن جامع (شكر)، بن سالم، بن عبد الرحمن، بن على، بن سليمان، بن محمد، بن زايد، بن عمار، بن حارثة، بن عبادة، بن أبي، بن كعب الخزرجي الأنصاري.
الفريق الثاني:
يرى هذا الفريق أن الشيخ خوجلي بديري جعلي عباسي من جهة أبيه، ومحسي خزرجي (من فرع المشيرفية) من جهة الأم.. وأنه ترعرع منذ صغره وحداثة سنه بين أهل أمه (المحس) بعد وفاة والده. وعندما كبر صار انتسب إلى أهل أمه من باب الاعتراف بجميلهم وفضلهم عليه.
ويرى هذا الفريق أن نسب الشيخ خوجلي كما يلي:
الشيخ خوجلي، بن عبد الرحمن، بن إبراهيم، بن محمد صلاح، بن فضل الله، بن شكر، بن سمرة، بن عصفور، بن سليمان محمد كبان، بن دهمش، بن بدير، بن سمرة، بن سرار، بن كردم، بن أبي الديس، بن عبد الله حرقان، بن مسروق، بن أحمد، بن إبراهيم جعل، بن إدريس، بن قيس، بن يمن، بن عدي، بن قصاص، بن كرب، بن محمد هاطل، بن أحمد ياطل، بن ذي الكلاع، بن سعد، بن الفضل، بن العباس، بن محمد، بن علي، بن الحبر عبد الله، بن السيد العباس عم النبي صلى الله عليه وسلم.
هناك عدة أمور تستدعي الانتباه في قضية نسب الشيخ خوجلي، وسأحاول التعرض لها تباعاً بإذن الله.
فمن الأمور التي تستدعي الانتباه:
```
((1)) أن عدد الأجيال في العمودين مختلف بمقدار 3 إلى 4 أجيال، وذلك لأن العمود المحسي فيه 38 جيلاً.. والعمود البديري فيه 34 جيلاً
```

وبالنظر إلى قاعدة ابن خلدون في ضبط الأنساب، سيكون لدينا احتمالات تفاوت بين العمودين، وفقاً لتفاوت طبقات الأجداد، وقد تنحصر في التالي:
1/ إذا كان أبي بن كعب والعباس (ما)، في طبقة واحدة فإن التفاوت بين العمودين سيكون في المتوسط 130 سنة. مع فرق 4 أجيال
3/ إذا كان أبي بن كعب وعبد الله بن العباس (ما)، في طبقة واحدة فإن التفاوت بين العمودين سيكون في المتوسط 100 سنة. مع فرق 3 أجيال.
وهذه مقارنة افتراضية عقدتها بلا رجوع لتحقيق طبقات هؤلاء الأجداد الأفاضل.
والخلاصة أن هذا الفرق (قد يكون) له أثر في ترجيح صحة أحد العمودين
```
((2))
```

ومن الأمور التي ترجح خيار (أنه محسي النسب): أن سلسلة خوجلي أبو الجاز مضطردة عند المحس ومتواترة.. وكونها سلسلة نسب بديرية فهذا من غرائب الأخبار.
وفي قواعد الترجيح عند الفقهاء: الخبر المتواتر يقضي على آحاد الأخبار وغريبها عند التعارض.
لكن تبقى النقطة المثارة: من أين للفحل الفقيه الطاهر بأن خوجلي أبو الجاز بديري جعلي؟!!
نقلت من هنا حينما ذكر الفحل الفقيه الطاهر:
"أخذت هذا النسب عن والدي الفقيه الطاهر بن الفقيه عمر الذي أخذه عن الخليفة محمد ود الأمين خليفة الشيخ خوجلي في زمن الأتراك."
إذا النسب الذي مع الخليفة غير صحيح والخليفة نفسه لم يأل جهدا في البحث والتقصي والتدقيق في نسب جده الشيخ خوجلي 
```
((3))
```

بالنسبة للقارنة على أساس العد فإن الملاحظ أن نسب الشيخ خوجلي حتى كبان يزيد في الشجرة المحسية إلى محمد (كبان) عن الشجرة الجعلية بمقدار اسمين، وأما بقية الأسماء إلى كبان فهي متطابقة تماما - (اللهم إلا محمد (ملاح) في الشجرة المحسية ومحمد (صلاح) في الشجرة الجعلية).
والحقيقية أن الأدق (من حيث العد) إلى محمد كبان هو ما ورد في الشجرة الجعلية. إذا اعتبرنا ذلك بالنسبة للشجرة المحسية. فإنه بناء عليها يكون الشيخ بنقصان هذين الإسمين كإبن لأرباب العقائد الذي مات قبل ست سنوات من ولادة الشيخ خوجلي. والحقيقة أني دائما ما شعرت أن اسم الشيخ خوجلي إلى محمد كبان زائد اسمين عن أسماء أنداده في الشجرة المحسية.
وهذا يظهر أيضا إذا قارناه بأخيه من أمه الفقيه عامر بن الفقيه موسى الضيق المشيرفي.
ولهذا فإني أظن (والله أعلم) أن ما ورد في الشجرة الجعلية إلى محمد (كبان) أصح مما ورد في الشجرة المحسية من حيث العدد.
والحقيقة أن أهم وثيقة تاريخية لأنساب المحس تذكر كما ذكر ذلك الأخ أشرف أن أكابر المحس اجتمعوا عند الشيخ خوجلي وتكلموا في نسب المحس وأن الشيخ خوجلي تكلم بأن المحس خزرج من أبناء أبي بن كعب وذكر أجدادهم أبناء محمد عجم وتذكر الوثيقة أن أفاضل المحس وشيوخهم وافقوه على ذلك.
ومن ناحية أخرى فإن محمد (كبان) بن محمد (عجم) جد الكبانية له حفيد آخر أقدم من الشيخ خوجلي له أهمية كبيرة وهو الفقيه إمام بن محمد وهو الملقب بأبي جنزير والمسماة عليه منطقة أبي جنزير في وسط سوق الخرطوم وقد كان اسمها القديم (محل إمام) وكانت مقبرة فلما شقها الإنجليز بطريق الاسفلت غيروا مكان قبر الفقيه إمام ووضعوا حوله جنزيرا فاشتهر المكان بأبي جنزير.
ولكني أسأل الإخوة الجعليين سؤالا مهما في ترجيح هذه المسألة، وهو:
في أي فترة تاريخية عاش دهمش بن بدير بالاعتماد على حساب الأسماء لغير الشيخ خوجلي إن لم يكن عندكم له تاريخ معروف؟ .

## حسابات خاصة بالنسب
```
فنفترض ان كبان توفي سنة 913 أيضا من حيث التقريب.
```

إذا على الافتراض التقريبي أن كبان عاش 70 عاما فإنه ولد عام 843 على حسب الحساب الجعلي.
أما على الحساب المحسي فسأقدره بحساب خمسة أسماء:
أولا: الباحث في أنساب المحس وتاريخهم:
صديقنا الأستاذ: كمال الدين بن أحمد بن البشير بن الفضل بن الماحي بن دليل بن حمد بن محمد بن إمام (أبي جنزير) بن محمد بن عبد الرحمن بن كرم الله بن شكر بن سمرة بن عصفور بن سليمان بن كبان.
وهو إلى كبان 18 اسما تقريبا وهي تساوي 600 سنة، وعمر صديقنا 50 عاما تقريبا، إذا فمولد كبان على هذا 1380- 600= 780.
وثانيا:
الشيخ إدريس ود الأرباب ولد عام 913 كما هو معلوم. وهو إدريس بن الأرباب محمد بن علي بن قرين بن قنديل بن فلاح بن شرف الدين (الذي هو أخو كبان على حسب الشجرة المحسية).
والفرق بين الشيخ إدريس وشرف الدين 7 أسماء، أي: 230 سنة. وبهذا يكون مولد كبان عام 683.
ونحسب أيضا بالشيخ أرباب العقائد المولود سنة 1009 كما هو معلوم.
والذي هو (أحمد بن على بن أرباب بن علي بن عون بن عامر بن صبح بن فلاح بن شرف الدين) وعدد الأسماء هو 9 أي 300 سنة. أي أن ولادة كبان على هذا عام 709.
وأحسب بنفسي:
محمد بن السيد بن حسن بن محمد بن أرباب بن أحمد بن ضو بن بر بن ضو بن محمد بن سليمان بن الحاج العمراني بن علي بن موسى بن علي بن طاع الله بن أحمد بن محمد بن غردقة بن فلاح بن شرف الدين.
وهي واحد وعشرون اسما أي 700 عام وقد ولدت عام 1398 هجرية. أي أن كبان ولد عام 698 ميلادية.
ونأخذ صديقنا محمد بن عز الدين بن الحبر بن مختار بن حماد بن محمد بن حمد بن محمد بن عيسى بن صديق بن علي بن رحمة بن علي بن صديق بن علي (أبو عشبة) بن عبد الخالق بن عبد الله بن سليمان بن سعد الله (أخو كبان).
وهي 19 اسما وهي 633 سنة تقريبا، وقد ولد صديقنا عام 1399، وعلى هذا فمولد كبان سنة:
1399- 633 = 766
فإذا أخذنا متوسط هذه الأعوام كانت كالآتي: (780+683+709+698+766)\5 = 727.
كل هذا لنخلص إلى تقريب تاريخ ميلاد كبان على الشجرة المحسية بعام 727 هجرية.
وللتذكير فإن تقدير ميلاده على حسب الشجرة الجعلية كان عام 843 هجرية.
إذأ فالفرق قريب من 100 عام.
بقي اختبار معقولية سلسلة نسب الشيخ خوجلي على حسب الشجرتين المحسية والجعلية:
والملاحظة الأهم في سلسلة نسب الشيخ خوجلي إلى كبان هي أنها متطابقة في الشجرتين المحسية والجعلية غير أن الجعلية أقل باسمين من النسبة المحسية وقد رجحت قبل هذا أن النسبة الجعلية إلى كبان أصح من حيث العد إلى كبان حتى بالنسبة للشجرة المحسية إلى قارناه بجيله في الشجرة المحسية.
وبحساب تاريخ ميلاد كبان على أساس تاريخ ميلاد الشيخ خوجلي الذي هو عام 1055 هجرية فإننا نجد بين الشيخ خوجلي وكبان 12 اسما على السلسلة الأطول وهي 400 عام أي يكون كبان قد ولد عام 655 هجرية تقريبا.
وعلى السلسلة الأقصر وهي 10 أسماء وتساوي 330 سنة يكون كبان قد ولد عام 725 هجرية.
وبمقارنة هذين التاريخين بالتاريخين الذين توصلنا إليهما سابقا على حسب الشجرتين الجعلية والمحسية فإننا نستطيع أن نخلص إلى أن الشجرة المحسية أقرب إلى الصواب من حيث العد لأن كبان على حسب الشجرة الجعلية أصغر من أن يكون جدا للشيخ خوجلي بمائة عام على الأقل. بينما يتناسب تاريخ الميلاد جدا مع الشجرة المحسية.

## اصول قبيلة المحس
المحس من القبائل السودانية الكبيرة وهم إحدى القبائل الثلاث المكونة لبلاد النوبة (المحس، الدناقله) ويقطن المحس ديار المحس، المحس، السكوت والآن يقطنون غالب ولايات السودان كالشماليه ونهر النيل والجزيرة والخرطوم والنيل الأبيض وأرجاء من البطانه وكسلا والبحر الأحمر والقضارف وكردفان وسكن المحس منذ القرن الخامس عشر جزيرة توتي الكبري بولاية الخرطوم. وتنتسب قبيلة المحس إلى محمد المقب بـ(محس)والذي عاش في القرن الثامن الهجري الخامس عشر الميلادي وهو: محمد(محس) بن الملك سعد بن الملك جامع بن الملك حسن بن الملك أحمد بن الملك عامر بن عبد الكريم بن عبد الله بن يعقوب بن جابر بن سعد بن موسى بن أويس بن جامع سكر بن سالم بن عبد الرحمن بن علي بن سليمان بن محمد بن زيد بن عمارة بن حارثة بن عبادة بن أبي بن كعب الأنصاري الخزرجي وأرضاه. ويذكر أن قبيلة المحس تنتسب إلى محمد (محس) المذكور لكنه ليس جدها بل هو رجل مشهور فيها. وقبيلة المحس هي حصيلة تزاوج بين العرب والنوبة أصحاب الحضارة الأقدم في التاريخ. وقد كان ملك النوبة يرثه ابن الأخت أو ابن البنت فلما تزوج منهم العرب كان أبناءهم ملوكا للعرب والنوبة على السواء ودون صراع. والملوك المذكورون في سلسلة نسب محمد (محس) هم ملوك القبيلة في فترة كانت الدولة المركزية فيها ضعيفة فأصبح لكل قبيلة ملك ومملكة. ومن بطون المحس الكبيرة أيضا المحس الجوابرة نسبة للصحابي جابر بن عبد الله الأنصاري فالجوابرة في السودان ينتسبون إلى ثلاثة اخوة هم:فقير عيسي والشيخ الولي زمراوي سيد الصوفية والشيخ منور وهم أبناء الشيخ محمد بن محمد بن عشكان بن عمراب بن عبد الله بن خالد بن عبد الله بن غالي بن شرف الدين بن علي بن بدري بن دياب بن علي بن الشيخ عبد الله المشهور بالانصاري بن يوب بن علي بن حسن بن جابر بن شرف الدين بن محمد بن مكثر بن عيسي بن أيوب بن صالح بن عبد الرحمن بن خالد بن عبد الله بن جابر بن يعقوب بن اسحاق بن كرم الدين بن نجم الدين بن عبد الله بن مجلد بن هارون بن أيوب بن شرف الدين بن مجلد بن الكبير بن جابر الصقير بن عبد الله بن عبد الرحمن بن الإمام والشيخ العقبة الصحابي الجليل جابر بن عبد الله الأنصاري. ومن المحس من ينتسب إلى أصول تركية. وغيرها من الأصول. ويجمع كل فروع الحس أنهم نوبيون بالأمهات. ومن فروع المحس الكبيرة قبيلة الميدوب التي تسكن شمال دارفور وقد رحلو إليها بعد رفضهم لاتفاقية البقط التي وقعها النوبة مع عبد الله بن أبي السرح والي عثمان بن عفان على مصر سنة 35 هجرية. وبهذا فهذا الفرع لم يختلط اختلاطا يذكر مع العرب. وينقسم المحس بصورة عامة إلى محس الشمال الذين يتكلمون اللغة النوبية بجانب العربية ومحس الوسط الذين هاجرو في القرن الخامس عشر الميلادي إلى وسط السودان ويتكلمون العربية فقط. ومحس الوسط هم أبناء محمد (عجم)بن زايد بن محمد محس. وقد أنجب محمد(عجم) تسعة أبناء هم فروع محس الوسط وانتشر بعضهم حتى في الشمال وهم : صارد (جد الصواردة) وسادر (جد السدارنة) وعبودي (جد العبودية)وشرف الدين (جد المشيرفية) وسعد الله (جد السعدلاب)وزايد (جد الزيادية) ومزاد أبو شامة (جد الحمدلاب) وشعبان (جد الشعباناب) ومحمد (كباني) (جد الكبانية). وقد اشتهر المحس بنشر العلم الإسلامي والقرآن وكان شيوخهم أشهر علماء دولة الفونج أول مملكة عربية إسلامية في السودان ومنهم : إدريس ود الأرباب، وأرباب العقائد الخشن، وخوجلي أبو الجاز، وإمام أبو جنزير. من المراجع في هذا الشأن: 1- موسوعة القبائل والأنساب السودانية - أ.د.عون الشريف قاسم. 2- بهجة الزمان في أنساب الهاشمية والعربان - الصديق أحمد حضرة. 3- دليل الأنساب في السودان - عثمان حمد الله. 4- دراسة في أنساب محس الوسط - رتشارد لوبان. 5- العرب في السودان - السير ماكمايكل.